# Андроновский лес
Андроновский лес — лес на территории города Перми, расположенный в Индустриальном районе, за микрорайоном Нагорный. С 2015 года имеет статус особо охраняемой природной территории (ООПТ). Народное название лесного массива — «Андроновские горы» — возникло из-за его расположения на берегу реки Мулянки с большим перепадом высот.

## География
Андроновский лес является частью городских лесов Перми. Его рельеф представляет собой всхолмленную равнину, включающую в себя пойму реки Мулянки, аллювиальные террасы и склоны. Среди почв присутствуют дерново-карбонатные и темногумусовые, редкие для Перми и рекомендованные для включения в Красную книгу почв РФ. Встречаются также обнажения коренных пород — медистых песчаников уфимского яруса пермской системы и выходы травертинов четвертичного возраста.

## Флора и фауна

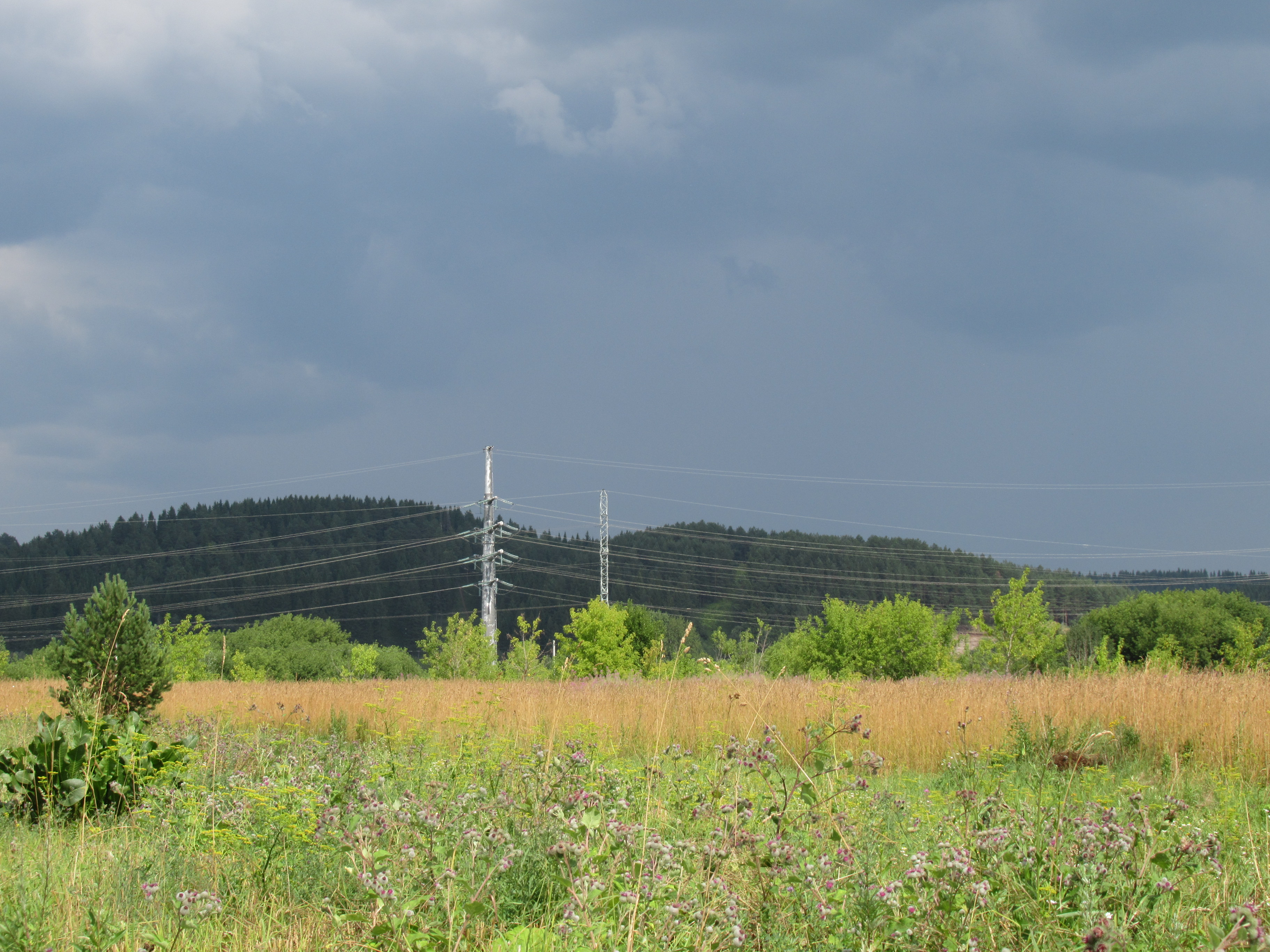
Вид на Андроновский лес со стороны ул. Верхнемуллинской

Лес отличается высоким для городской территории разнообразием растительных сообществ, сформировавшихся естественным образом, без участия человека. Доминируют еловые и сосновые леса, в частности, ель сибирская и сосна обыкновенная. Кроме того, встречаются ива древовидная и осина. Возраст деревьев — от 40 до 75 лет. В общей сложности на территории леса выявлено 288 видов сосудистых растений, относящихся к 186 родам и 60 семействам (по состоянию на 2018 год). Исследование биоразнообразия грибов, проводившееся в 2017 году, показало присутствие 38 видов, относящихся к 25 родам.
Животный мир ООПТ включает преимущественно таёжные виды. В Андроновском лесу гнездятся 47 видов птиц, в том числе луговые и водно-болотные. Здесь также обитают около 100 видов насекомых из 24 семейств.

## Особо охраняемая территория
25 августа 2015 года решением Пермской городской Думы Андроновскому лесу был присвоен статус особо охраняемой природной территории местного значения. Согласно Положению об утверждении статуса ООПТ, ландшафт является «особо значимым и нуждающимся в охране участком леса, имеющим высокую экологическую и эстетическую ценность». Общая площадь охраняемой территории — 89,45 га. Основными целями создания ООПТ являются сохранение природного ландшафта и биологического разнообразия, ведение экологического мониторинга и обеспечение чистоты и порядка территории лесного массива. Охраняемый ландшафт относится к кварталу № 15 Черняевского участкового лесничества.

## Экологическое и рекреационное значение

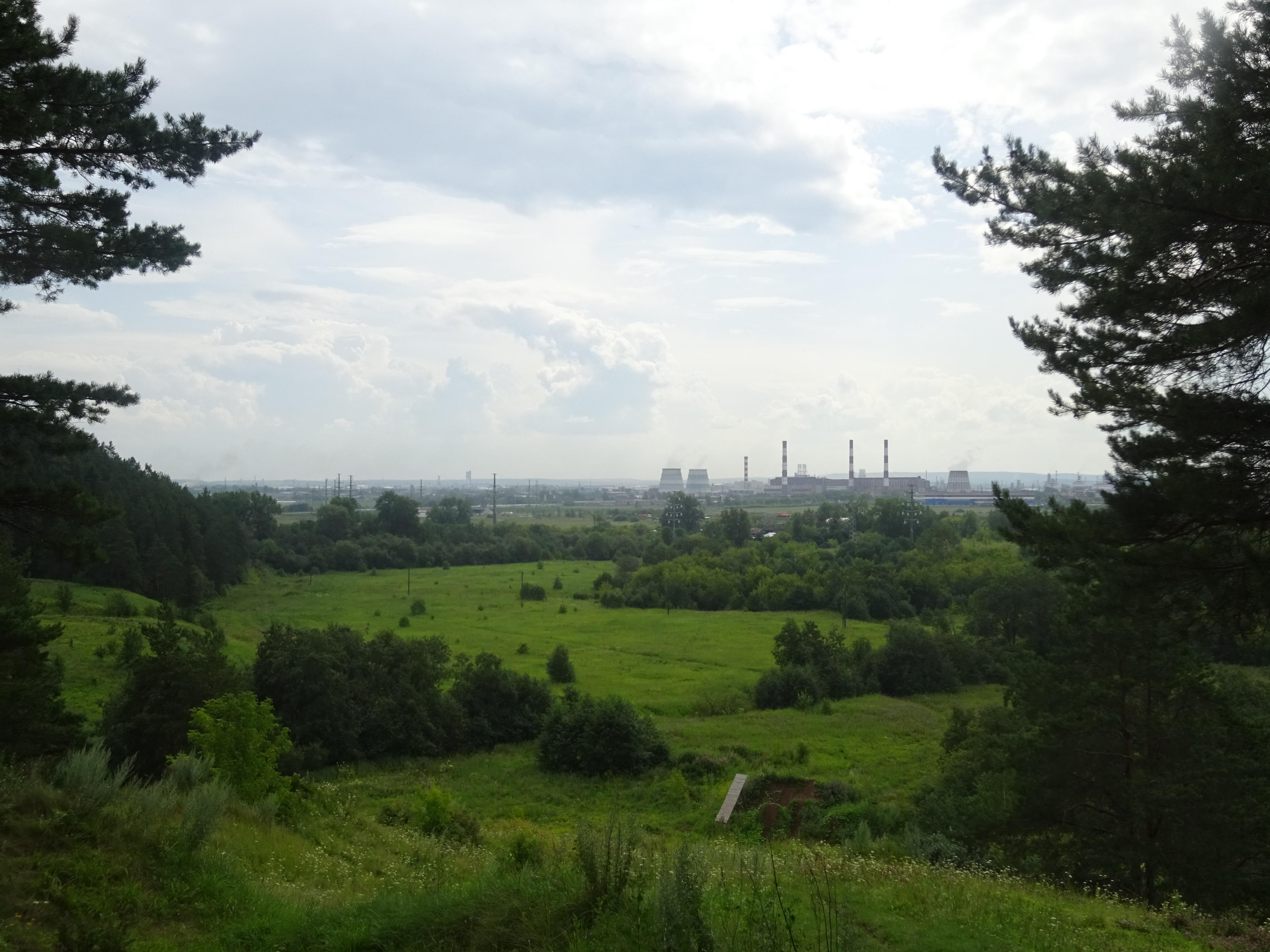
Промышленная зона за Андроновским лесом

Андроновский лес, расположенный в Индустриальном районе с развитой промышленностью, играет важную роль в поддержании экологического баланса города. Он является своего рода фильтром, защищающим город от выбросов предприятий Осенцовского промышленного узла, и оказывает благоприятное воздействие на городской микроклимат.
В 2016 году на территории комплекса была проложена экологическая тропа «Андроновские горы» длиной 3 км. На её протяжении расположены информационные стенды с описанием характерных для этой местности лесов, а с одной из смотровых точек открывается вид на долину Мулянки и Осенцовский промышленный комплекс. В лесу также имеются лыжные трассы и трассы для горных велосипедов, проходят тренировки по мотокроссу.